# Where the Crawdads Sing
La noia salvatge (títol original Where the Crawdads Sing) és una pel·lícula estatunidenca de drama i misteri de 2022, basada en la novel·la supervendes als Estats Units de 2018 escrita per Delia Owens. La cinta està dirigida per Olivia Newman a partir d'un guió escrit per Lucy Alibar, i és produïda per Reese Witherspoon i Lauren Neustadter. Protagonitzada per Daisy Edgar-Jones, Taylor John Smith i Harris Dickinson, va ser estrenada als Estats Units el 15 de juliol de 2022 per Sony Pictures Releasing a través de Columbia Pictures.

## Sinopsi
La pel·lícula comença amb el descobriment del cadàver del jove Chase Andrews (Harris Dickinson), als peus d'una torre de vigilància en una zona pantanosa de Carolina del Nord, i la detenció de Kia Clark (Daisy Edgar-Jones) com a principal sospitosa d’assassinat.
Un flashback ens trasllada a la vida de la Kya essent una nena, creixent en una família fracturada i vivint les successives fugides dels membres familiars: la seva mare, les seves germanes i finalment el seu germà, escapant d’un pare violent i alcoholitzat, el qual també l’acabarà abandonant. Sola i aïllada, coneguda per la gent del poble com la "noia salvatge", es guanya la vida recollint musclos per a una parella de botiguers locals.
A la dècada de 1960, ja com a una jove adulta, la Kya coneix en Tate Walker (Taylor John Smith). El noi es converteix en el seu amic, li ensenya a llegir i a escriure, comparteixen l’amor per la natura i la vida als pantans i, finalment, tots dos acaben enamorant-se. Quan el jove ha de marxar per iniciar una carrera universitària, li promet que es tornaran a veure el Dia de la Independència, coincidint amb el seu retorn. Tanmateix, això no s'acaba produint, i la Kia se sent enganyada i abandonada. Malgrat tot, la seva naturalesa de supervivent la fa seguir endavant.
Temps després, la Kya coneix en Chase Andrews i té una relació romàntica amb ell. No tarda en descobrir que el jove repeteix els patrons del seu pare pel que fa a la violència i decideix deixar-lo. En tot això, en Tate retorna al poble, mentre en el present, durant el judici, la Kia és defensada pel vell advocat Tom Milton (David Strathairn), enfrontant-se a un jurat local i els seus prejudicis.

## Repartiment
- Daisy Edgar-Jones com a Kya Clark
- Taylor John Smith com a Tate Walker
- Harris Dickinson com a Chase Andrews
- David Strathairn com a Tom Milton
- Sterling Macer com a Jumpin
- Michael Hyatt com a Mabel
- Garret Dillahunt com a pare de Kia
- Jayson Warner Smith com al diputat Joe Purdure
- Ahna O'Reilly com a mare de Kia
- Logan Macrae com a Jodie Clark
- Jojo Regina com a la nena Kya
- Luke David Blumm com el nen Tate
- Blue Clarke com el nen Chase
- Leslie France com a Kya mitjans del 70
- Will Bundon com el jove Jodie

## Producció
El rodatge va començar a l'abril de 2021 i va finalitzar el juliol de 2021 en paratges de Louisiana. La pel·lícula està produïda per Hello Sunshine, la companyia de l'actriu nord-americana Reese Witherspoon, que té com objectiu promocionar les dones que tenen papers clau en la producció i distribució.

## Música
La banda sonora original de la pel·lícula va ser escrita pel compositor canadenc Mychael Danna. Conté vint-i-dues cançons, totes elles compostes per Danna, tret de la cançó original "Carolina" (2022), de la cantant i compositora nord-americana Taylor Swift. "Carolina" va ser composta per Swift abans que la pel·lícula arribés a producció. La cantant va declarar que es va sentir totalment absorta quan va llegir el llibre i "va voler crear quelcom inquietant i eteri" per a la pel·lícula.
La pel·lícula va ser nominada al premi Hollywood Music in Media i al People's Choice Award. La seva cançó original "Carolina" també va optar a la millor cançó original, guanyant un MTV Movie & TV Award i rebent nominacions al Globus d'Or, als premis Grammy i als Satellite Award, entre d'altres.